# همسرگزینی در فیلیپین

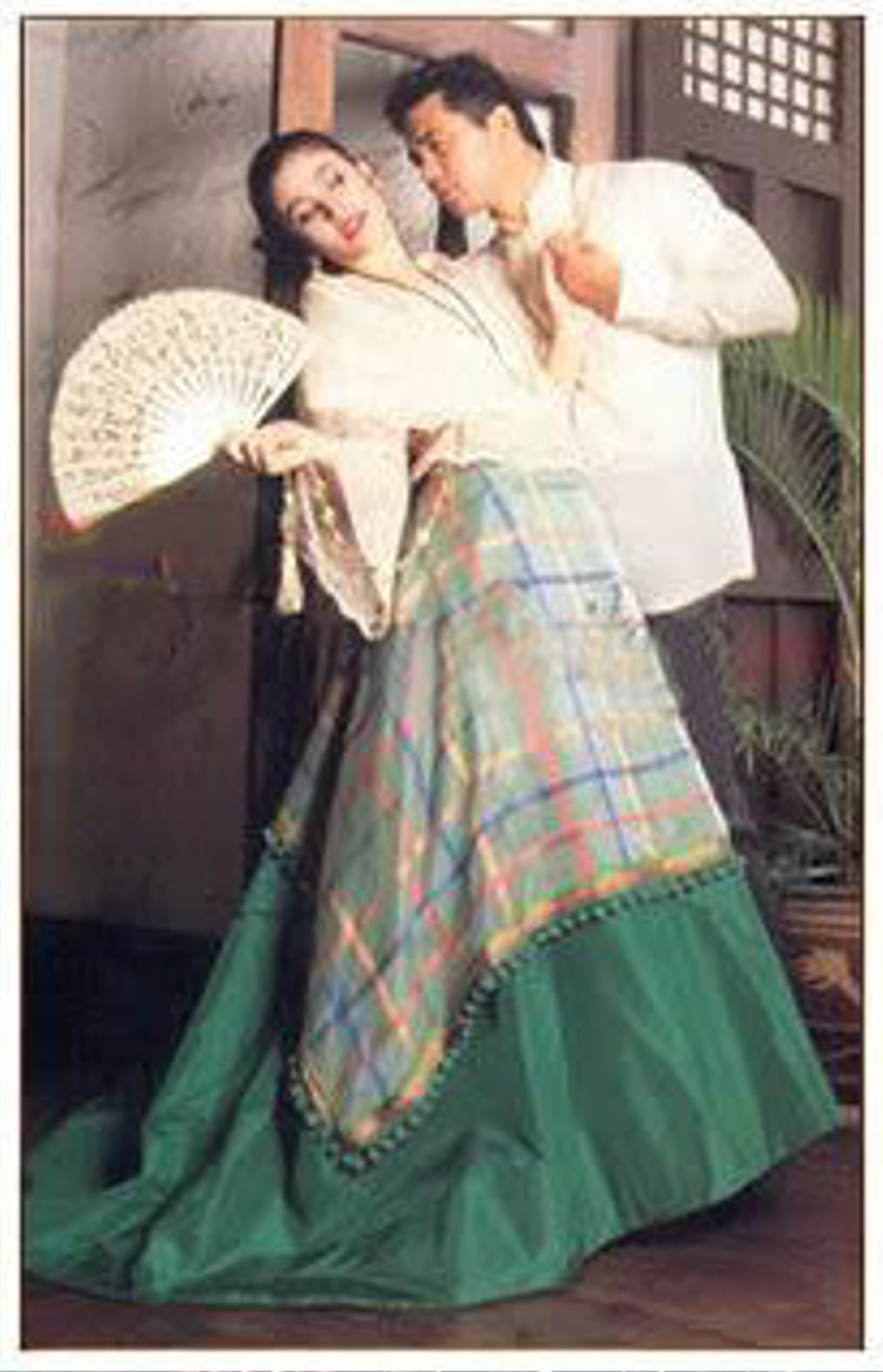
رقص کارینیوسا زوج را در حالت رابطهٔ عاشقانه قرار می‌دهد.

همسرگزینی سنتی در فیلیپین (انگلیسی: Courtship in the Philippines) در قیاس با فرهنگ‌های غربی یا متأثر از فرهنگ غربی، به عنوان یک عملکرد «آرام‌تر و غیر مستقیم تر» توصیف می‌شود. این امر شامل «گامه‌ها» یا «مراحل» نهادینه جامعه و فرهنگ فیلیپین است. کارهای بدیهی جفت گزینی در فیلیپین، خواندن ترانه‌های رمانتیک عاشقانه، شعر خواندن، نامه نوشتن و هدیه دادن است. این تکریم به اعضای خانوادهٔ فیلیپین تعمیم داده می‌شود. قوانین و استانداردهای شایسته در همسرگزینی سنتی فیلیپینی توسط جامعهٔ فیلیپین تعیین می‌شود.

## مرور کلی
یک خواستگار مرد فیلیپینی، اغلب اوقات علاقه خود را به یک زن به صورتی مهربانانه و محترمانه ابراز می‌کند تا برای زن مورد علاقه این تصور ایجاد نشود که او فردی بسیار «گستاخ یا پرخاشگر» یا مغرور است. اگر چه ترتیب دادن چند قرار ملاقات دوستانه، یک نقطهٔ شروع عادی برای ابراز علاقه در فیلیپین به‌شمار می‌آید، شروع به انجام این کار ممکن است از طریق روند «متلک انداختن»، روند «به هم رسیدن» دختر و پسر نوجوان یا بزرگسالی که توانایی بالقوه ای در وصالت دارند، انجام گیرد.